# .post
.post – domena najwyższego poziomu zgłoszona do Internet Corporation for Assigned Names and Numbers (ICANN). Przeznaczona do wykorzystania przez urzędy pocztowe i prywatne firmy o podobnym zakresie usług. Propozycja domeny została zgłoszona przez Universal Postal Union, międzynarodową organizację z siedzibą w Bernie, Szwajcaria. W sierpniu 2006 domena nie została nadal zaakceptowana i zaimplementowana, co przekracza założony termin ustalony na koniec 2005 roku. Ostatecznie w 2009 r. ICANN podjął tryb współpracy ze Światowym Związkiem Pocztowym, a domenę uruchomiono w tym samym roku.